# بوستان نمونه گردشگری پایین‌لموک
بوستان نمونه گردشگری پایین لموک که از آن با عنوان  بوستان نمونه گردشگری روستایی پایین لموک و همین‌طور بزرگترین بوستان نمونه گردشگری روستایی کشور نیز یاد می‌شود، فروردین ۱۳۸۹ در منطقه روستای پایین لموک شهرستان قائم‌شهر به مرحله بهره‌برداری رسید.

## موقعیت مکانی
این بوستان روستایی در کیلومتر ۱ جاده بین شهری قائم شهر به ساری و در روستای پایین لموک قرار دارد.
این روستا در ضلع شرقی شهرستان قائمشهر واقع شده‌است.

## وسعت
بوستان که در جوار آب بندانی به وسعت ۸ هزار متر مربع واقع شده‌است، سید مجید هاشمی، دبیرکل بنیاد مسکن انقلاب اسلامی مازندران در مراسم آغاز بهره‌برداری از آن وسعت پارک را ۵ هزار متر مربع اعلام کرد.

## امکانات
به گفته سید مجید هاشمی:
در این پارک، فضاهایی نظیر پیست‌های اسکیت و دوچرخه سواری ایجاد شده و فضاهایی نظیر آلاچیق نیز ساخته شده‌است.
به گفته علی پیر فلک، معاون فرماندار قائمشهر:
این طرح شامل فضای اسکیت، پیست دوچرخه سواری، چایخانه سنتی، آب‌نما و فضای بازی کودکان است که در حال حاضر قسمت اعظم آن اجرایی شده و قرار است در فازدوم، اسکله‌ای وسط آبندان زده شود تا در عمق آبندان کافی شاپ طراحی و ساخته شود.
مصالح به کار رفته در ساخت این پارک به‌طور کامل بر اساس بافت روستا و از بتن‌هایی با طرح چوب است.

برای تأمین آب آبندان بزرگ روستا که از این پس به عنوان یکی از بزرگ‌ترین مناطق تفریحی روستایی استان مورد استفاده قرار خواهد گرفت، دو چاه عمیق حفر شده تا در زمان‌های کم‌آبی هم با مشکلی روبرو نشود.

## اعتبارها
مجید هاشمی اعتبار صرف شده برای ساخت این پارک نمونه گردشگری را ۷ میلیارد ﷼ عنوان کرد و گفت:
برای اجرای کامل این طرح تا سقف ۱۰ میلیارد ریال اعتبار نیاز است.
علی پیر فلک کل اعتبار در نظر گرفته شده برای این طرح را ۴۰۰ میلیون تومان برآورد کرد.